# 太陽系座標時
太陽系座標時（たいようけいざひょうじ、TCB: フランス語: Temps-coordonnée barycentrique）は、太陽系内の惑星、小惑星、彗星、惑星間宇宙船の軌道に関する全ての計算において時間の独立変数として使用することを目的とした座標時の時刻系である。これは、太陽系の共通重心と共動する座標系に対して静止している時計が刻む固有時と等価である。この時計は、太陽系の共通重心と全く同じ動きをするが、太陽系の重力井戸の外にある時計である。したがって、太陽やその他の太陽系内の物質の重力による時間の遅れの影響を受けない。

## 概要
TCBは、1991年に国際天文学連合 (IAU) の第21回総会勧告3によって定義された。それは、定義が不定義な太陽系力学時(TDB)の代替案のの1つとして意図されていた。TCBは、以前の天文学的時間尺度とは異なり、一般相対性理論に基づいて定義されている。TCBと他の相対論的時間尺度との関係は、完全な一般相対論的計量テンソルで定義される。 
TCBの基準系は太陽系の重力ポテンシャルの中にはないので、TCBの歩度は地球表面の時計よりも約1.550505×10−8の因子（約490ミリ秒/年）だけ速い。したがって、TCBを使用した計算で使用される物理定数の値は通常の物理定数の値と異なる（伝統的な値はある意味で間違っており、時間尺度の違いを修正を組み込んだものである）。既存のソフトウェアの大部分をTDBからTCBに変更するのは大変な作業であり、2002年現在でも何らかの形でTDBが使われ続けている。
TCB尺度上の時間座標は、地球の回転に基づく不均一な時間基準から持ち越された、慣習的に日を指定する従来の手段を用いて指定される。具体的には、ユリウス通日とグレゴリオ暦の両方が使用される。その前身の天体暦 (ET) との連続性のため、TCBはユリウス通日 2443144.5(1977-01-01T00Z) の辺りでETと一致するように設定された。より正確にいえば、TCBにおける 1977-01-01T00:00:32.184 の瞬間は、国際原子時 (TAI) における 1977-01-01T00:00:00.000 の瞬間に正確に対応すると定義されている。これは、TAIに重力による時間の遅れの修正を導入した瞬間でもある。